# Flumpool LOCKS!
『flumpool LOCKS!』（フランプール・ロックス）は、2009年10月7日から2015年9月30日まで、TOKYO FMのラジオ番組『SCHOOL OF LOCK!』（以下、SOL）内で放送されていたコーナーである。

## 概要
- “ハナの警備員”flumpoolが担当。
- 2009年10月7日より放送開始。毎週水曜日に放送されていた[注 1]。
- 基本的に山村隆太警備員 (Vo.&Gu.) と阪井一生警備員 (Gu.&Cho.) の2人が担当するが、ときどき尼川元気警備員 (Ba.) と小倉誠司警備員 (Dr.) も参加する。
- 2010年3月15日にMY GENERATIONの企画で岡山県瀬戸内市長船中学校に卒業ライブを開催。
- flumpoolメンバーが4人そろったとき、Red Dracul Scar Tissue（レッド・ドラクル・スカー・ティシュー）のヴラド・リュー・ツェペシュ（山村隆太）、ペス・ヘルシンク（阪井一生）、ラドウ・キーゲン・ツェペシュ（尼川元気）、ミルチャ・セイジン・ツェペシュ（小倉誠司）に扮し、ヴァンパイアLOCKS!として番組を遂行することがある。
- また、音楽ユニットのTHE TURTLES JAPANのYAMAMURA（山村隆太）、SAKAI（阪井一生）、KAMEDA（亀田誠治）が番組に登場し、THE TURTLES JAPAN LOCKS!として番組を遂行することがある。
- 主にSCHOOL OF LOCK!掲示板内に設けられた「目安箱」に寄せられた「事件」と称したリスナーの悩みを解決する授業が多い。その場合、事件が解決するたびに阪井が合言葉を叫び、それにちなんだグッズがその事件を投稿したリスナーにプレゼントされる。
- 2015年9月30日をもって無期限休講となった。なお、同日にはメンバー全員が生放送教室に2時間登場した。

## 放送時間
- 水曜 23:08 - 23:25（2009年10月7日 - 2015年9月30日）

休講
- 2014年12月31日、SOLの短縮授業のため。